# U 5 (U-Boot, 1935)
U 5 war ein deutsches U-Boot vom Typ II A, das im Zweiten Weltkrieg von der Kriegsmarine eingesetzt wurde.

## Geschichte
Der Bauauftrag für das Boot wurde am 2. Februar 1935 an die Deutschen Werke in Kiel vergeben. Die Kiellegung erfolgte am 11. Februar 1935, der Stapellauf am 14. August 1935, die Indienststellung unter Kapitänleutnant Rolf Dau am 31. August 1935.
Nach seiner Indienststellung gehörte das Boot bis September 1939 als Schulboot zum Schulverband der U-Bootschule bzw. der U-Bootschulflottille. Beim Überfall auf Polen diente es im September 1939 als Frontboot des Führers der U-Boote Ost, um dann wieder bis zum Februar 1940 als Schulboot bei der U-Bootschulflottille zu dienen. Beim Unternehmen Weserübung – der Besetzung Norwegens – wurde es von März 1940 bis April 1940 erneut als Frontboot eingesetzt. Dann kehrte es wieder zur U-Bootschulflottille in Neustadt zurück, die dann, umbenannt in 21. U-Flottille, am 1. Juli 1940 nach Pillau verlegt wurde. Das Boot ging am 19. März 1943 bei einem Tauchunfall westlich von Pillau verloren.
U 5 unternahm zwei Feindfahrten, auf denen es keine Schiffe versenkte.

## Einsatzstatistik

### Erste Feindfahrt
Das Boot lief am 24. August 1939 um 04:30 Uhr von Neustadt aus und am 8. September 1939 in Kiel ein. Auf dieser sechzehn Tage dauernden Unternehmung in die Ostsee und das Kattegat wurden keine Schiffe versenkt oder beschädigt. Schiffe der polnischen Marine, die nach dem Beginn des Überfalls auf Polen nach Großbritannien ausliefen, sollten von U 5 und weiteren U-Booten beim Passieren der Ostseezugänge angegriffen werden.

### Zweite Feindfahrt
Das Boot lief am 4. April 1940 um 12:27 Uhr von Wilhelmshaven zum Unternehmen Weserübung aus und am 19. April 1940 um 11:48 Uhr wieder dort ein. Auf dieser fünfzehn Tage dauernden und 1.042,4 sm über und 261,8 sm unter Wasser langen Unternehmung vor Lindesnes wurden keine Schiffe versenkt oder beschädigt.

## Verbleib
U 5 fand als Schulboot sein Ende infolge eines Tauchunfalls in der Ostsee westlich von Pillau. Es sank am 19. März 1943 auf der Position 54° 40′ N, 19° 45′ O im Marine-Planquadrat AO 9598. Es gab 21 Tote und 16 Überlebende.